# Айлив, Джейкоб
Джейкоб Айлив или Илайв (англ. Jacob Ilive; 1705—1763) — английский философ, рационалист. Он был религиозным радикалом, который разработал неогностические взгляды, основанные на деизме
Отрицал боговдохновенность Святого Писания и вечность мучений в аду. Его сочинения содержат резкую критику ветхозаветных патриархов: «Речь, произнесенная в зале Джойнерса» (1733); «Диалог между доктором англиканской церкви и г-ном Джейкобом Айливом» (1734) и «Скромные замечания о беседах епископа Лондона». Написал поддельный «перевод» Алкуина «Книги Праведного».

## Биография
Айлив был сыном Томаса Илива, лондонского печатника с Олдерсгейт-стрит, и его жены Джейн. Примерно в 1730 году Айлив занимался литейным и полиграфическим бизнесом.
В 1734 году Джейкоб жил у кофейни Олдерсгейт. Он продал литейный цех в 1740 году, но до конца жизни сохранил печатную часть. Вскоре Айлив переехал жить в «Лондонский дом», бывшую резиденцию Кристофера Роулинсона.